# 漢卡島
漢卡島（英語：Hanka Island），是南極洲的島嶼，位於葛拉漢地西岸的丹科海岸，處於帕拉代斯港的利斯灣附近，以蘇格蘭地質學家命名，現時由南極條約體系管理。